# Поход на Версаль
Поход на Версаль (Поход женщин на Версаль, Поход женщин за хлебом) (фр. journées des 5 et 6 octobre 1789) — эпизод Великой французской революции, массовое шествие парижского простонародья 5 октября 1789 года к королевскому двору в Версале.
Если непосредственной причиной была нехватка продовольствия и высокие цены в Париже, то агитация в столице, присоединение национальной гвардии к походу и противостояние в Учредительном собрании придали движению политическую направленность. В результате похода король Людовик XVI был вынужден покинуть Версаль и переехать в Париж. Учредительное собрание переехало в Париж несколько дней спустя, 19 октября.
События 5—6 октября явились как бы завершающим моментом начального этапа революции. Абсолютизм, сломленный уже в дни взятия Бастилии, казалось, теперь окончательно побеждён и путь для создания в стране режима конституционной монархии был открыт.

## Контекст

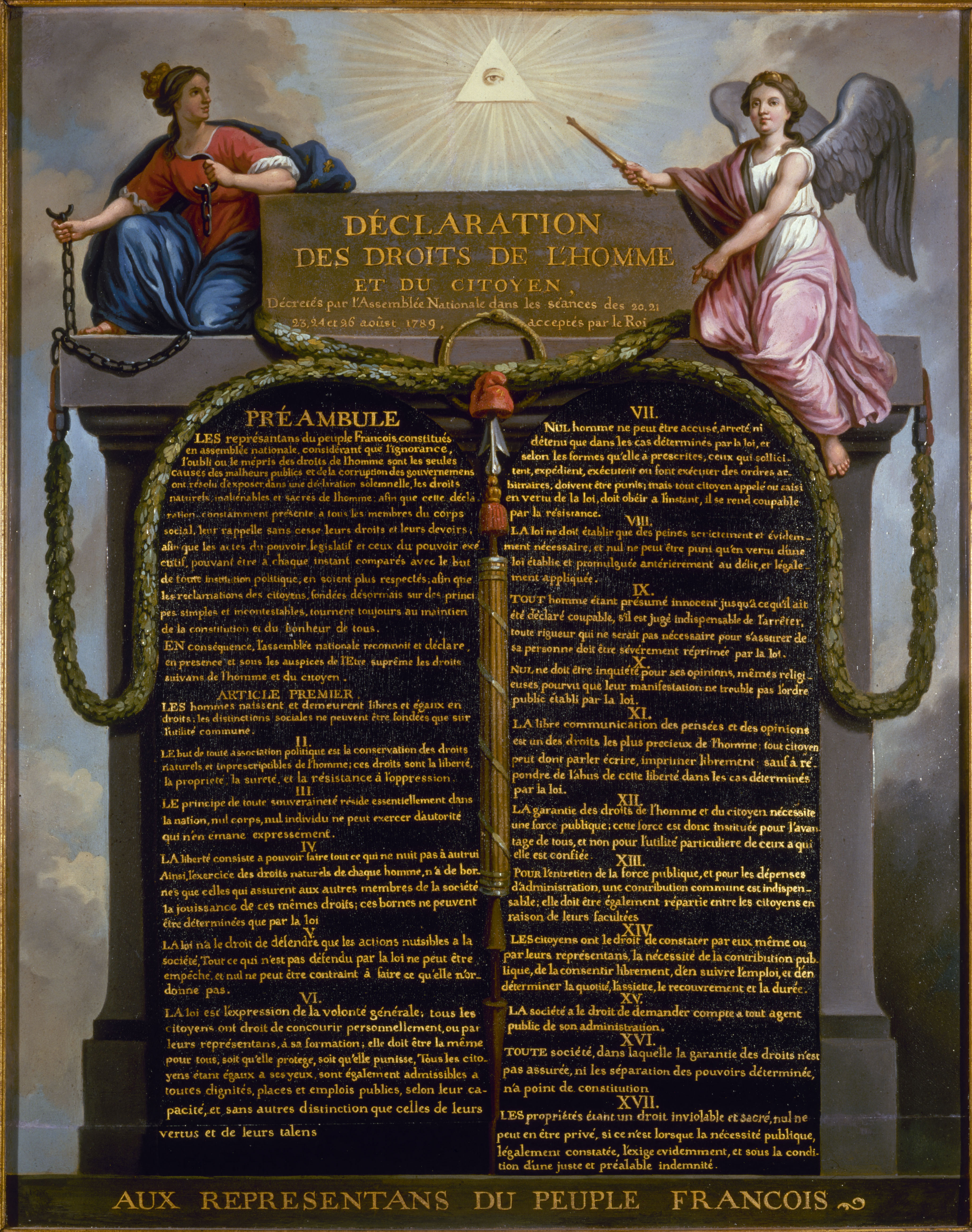
Декларация прав человека и гражданина

26 августа 1789 г. Учредительное собрание приняло «Декларацию прав человека и гражданина» — один из первых документов демократического конституционализма. «Старому режиму», основанному на сословных привилегиях и произволе властей, были противопоставлены равенство всех перед законом, неотчуждаемость «естественных» прав человека, народный суверенитет, свобода взглядов, принцип «дозволено всё, что не запрещено законом» и другие демократические установки революционного просветительства, ставшие отныне требованиями права и действующего законодательства. Статья 1-я Декларации гласила: «Люди рождаются и остаются свободными и равными в правах». В статье 2-й гарантировались «естественные и неотъемлемые права человека», под которыми понимались «свобода, собственность, безопасность и сопротивление угнетению». Источником верховной власти (суверенитета) объявлялась «нация», а закон — выражением «всеобщей воли».
Людовик XVI отказался санкционировать Декларацию и декреты 5—11 августа. Обсуждение конституции началось сейчас же вслед за принятием Декларации прав, которая являлась вступлением в неё. Основным предметом обсуждения стало абсолютное вето, «письмо об аресте» против всеобщей воли, как выразился Сийес, поставит революцию в полную зависимость от двора . В Собрании была многочисленная партия монархистов, стоявшая за абсолютное вето короля, желавшая предоставить королю возможность помешать законным путем всякой серьёзной перемене; так что после долгих прений Собрание пришло к компромиссу. Оно отказало в абсолютном вето, но приняло вето задерживающее (фр. veto suspensif), дававшее королю возможность, не отменяя того или другого закона, задерживать на некоторое время его проведение в жизнь.
В Париже обстановка была напряжённой. Урожай в 1789 был хороший, но подвоз хлеба в Париж не увеличился. У булочных выстраивались длинные очереди. Был сентябрь: жатва уже была кончена, но хлеба всё-таки не хватало. У дверей булочных целые вереницы людей ждали с раннего утра своей очереди и часто после долгих часов ожидания люди уходили без хлеба. Муки не хватало. Несмотря на закупку зерна за границей, организованную правительством, несмотря на премии, выдаваемые за ввоз зерна в Париж, хлеба всё-таки недоставало как в столице, так и в соседних с ней больших и малых городах. Все меры, принимавшиеся для продовольствия населения, оказывались недостаточными, да и тому немногому, что делалось, мешали разного рода мошенничества. Резко сократилось производство предметов роскоши, так как многие аристократы и богачи выехали из столицы. И без того большую армию безработных и голодных пополнили уволенные хозяевами слуги, подмастерья, мануфактурные рабочие. Ещё в августе начались волнения рабочих и подмастерьев различных профессий. Тысячные толпы выходили на улицы, требуя работы и хлеба. Национальная гвардия разгоняла эти толпы и производила многочисленные аресты. Опасаясь концентрации больших масс в одном месте, парижский муниципалитет закрыл в конце августа «благотворительные работы» на Монмартре и рассредоточил эти работы по округам. В ратушу являлись многочисленные делегации, в том числе от женщин, требовавшие прежде всего снижения цен на хлеб. Среди женщин, больше всех страдавших от долгого стояния в очередях, и появилась идея похода на Версаль, чтобы вырвать короля из рук «аристократов» и привезти его в Париж, а вместе с ним (они не сомневались в этом) в Париж хлынут хлеб и изобилие. «Пойдем, добудем пекаря, пекаршу и маленького пекаренка!» (фр. Allons chercher le boulanger, la boulangère et le petit mitron!).
Тем временем монархистская часть Собрания, «партия» Мунье усиливалась с каждым днем. В конце августа она сблизилась с значительной частью правой. Был образован руководящий комитет из 32 лиц, в который входили: Мори, Казалес, д'Эпремениль, Монлозье наряду с Мунье, Бергассом, Малуэ, Бональдом, Вирьё, Клермон-Тоннером, долженствовавший организовать сопротивление. Этот комитет решил добиваться у короля перенесения правительства и Национального собрания в Суасон или Компьень, чтобы поставить последнее вне воздействия революционного Парижа. Монморен и Неккер поддержали эту просьбу. Но король «уступил» монархистам только в том отношении, что в конце сентября распорядился вызвать некоторое количество кавалерии и пехоты, в том числе и Фландрский полк. Призыв войск показался левой стороне вызовом. Даже Лафайет сделал представления. Он удивлялся, что не посоветовались с ним прежде, чем принять такую меру, какая вызовет возбуждение в Париже. Марат, начавший выпускать своего «Друга Народа» (фр. L' Ami du Peuple), Лустало, редактирующий «Революции Парижа», бьют тревогу нового аристократического заговора. Секции Парижа, Коммуна требуют удаления войск. Бретонские депутаты, Ле Шапелье, Барнав, Александр Ламет, Дюпор повторяют это требование министру внутренних дел Сен-При.

## Королевский банкет

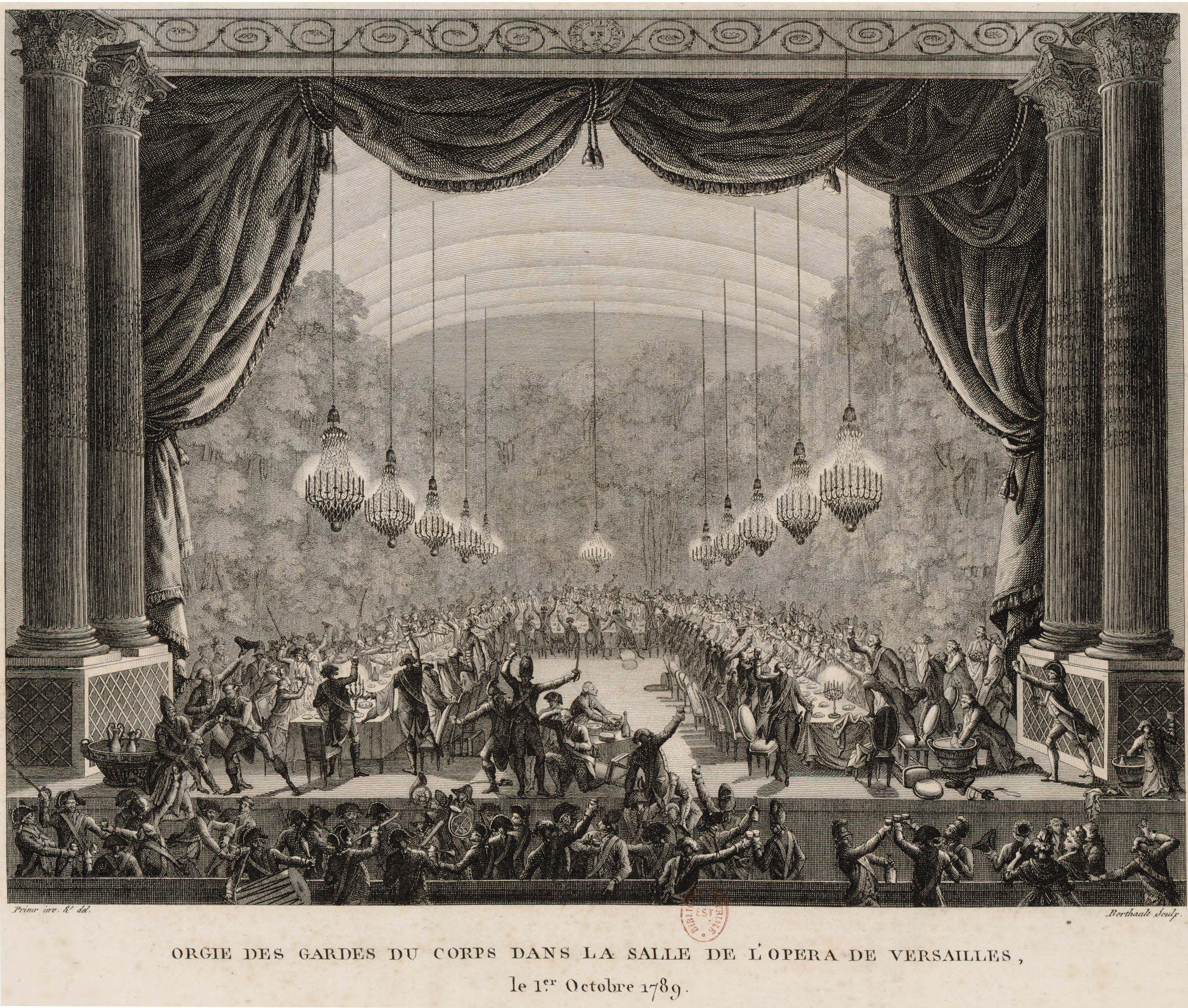
Королевский банкет в Версале 1 октября 1789 года

Очень многие офицеры в ряде армейских полков получили полугодичные отпуска и направились в Версаль, куда стекались также дворяне, кавалеры ордена святого Людовика. Это было похоже на концентрацию сил для государственного переворота; распространился слух, якобы это войско собирается похитить короля и увезти его в Мец, где маркиз де Буйе командовал войсками, частично состоявшими из иностранных солдат.
Новая неблагоразумная выходка ускорила взрыв. 1 октября в Версале, в оперном зале королевского дворца, состоялся торжественный банкет в честь офицеров Фландрского пoлкa. Присутствие принцесс и представителей высшей аристократии, музыка, соответствующая настроению собравшихся (исполнялась ария Гретри: «О Ричард, о мой король, все тебя покидают»), вино и появление короля, державшего на руках своего маленького сына, — вызвали со стороны офицеров неистовый взрыв верноподданнических чувств. Они срывали с себя трёхцветные кокарды, топтали их ногами и требовали белых и чёрных кокард (на родине королевы, в Австрии, носили чёрные кокарды). Мария-Антуанетта и придворные дамы вместе с королём делали всё возможное, чтобы довести до белого каления верноподданнические чувства офицеров. Дамы сами прицепляли офицерам и солдатам белые кокарды. Два дня спустя, 3 октября, был устроен второй, подобный же праздник.
При оглашении этих фактов, ставших известными 3 октября, «Курьером» Горса, Париж вознегодовал. В воскресенье 4 октября «Парижская Хроника», «Друг Народа» разоблачали аристократический заговор, очевидной целью которого было низвержение конституции ещё до её завершения. Повторный отказ короля утвердить постановления 4 августа и уже принятые статьи конституции ещё более подтверждал существование заговора, чем банкет, на котором нация подверглась поруганию. Марат призвал секции Парижа к оружию и приглашал их взять свои пушки из городской ратуши, чтобы двинуться на Версаль. Секции посылали депутации к Коммуне. По предложению Дантона, кордельеры предлагали Коммуне приказать Лафайету отправиться на следующий день, в понедельник, в Национальное собрание и к королю, чтобы потребовать удаления войск.

## На Версаль

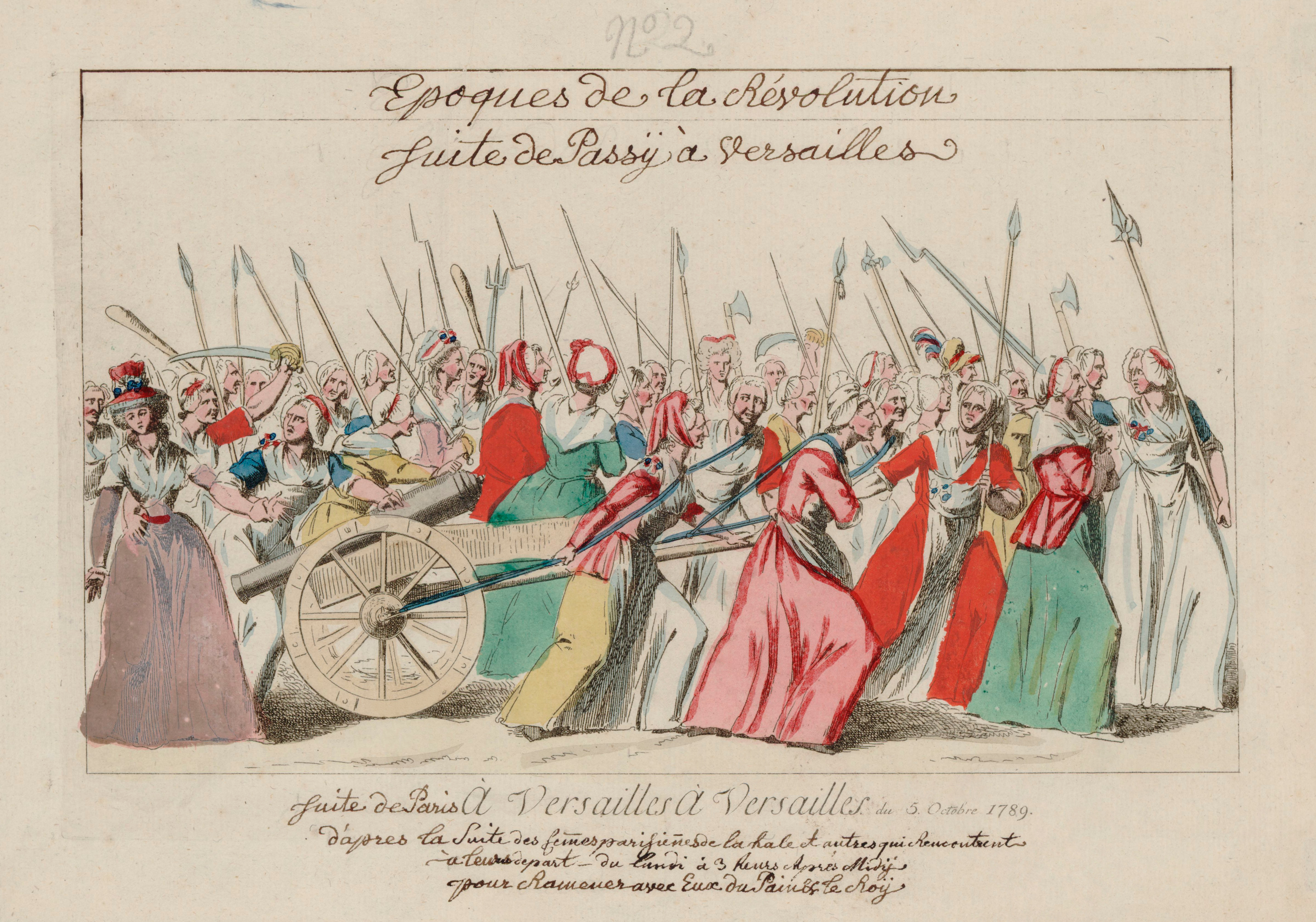
Революционно настроенные парижанки идут на Версаль

Утром 5 октября огромные толпы женщин, напрасно простоявшие в очередях у булочных всю ночь, заполнили Гревскую площадь и окружили ратушу. Одна молодая девушка забила в барабан, и это послужило призывным сигналом. Раздались крики: «Хлеба! На Версаль!». Затем ударили в набат. На Гревскую площадь хлынули мужчины из предместий, вооружённые пиками и палками. Конная охрана пыталась оттеснить народ от ратуши, но толпа смяла охрану и ворвалась в здание. Народ взломал склады Коммуны и захватил большое количество мушкетов, пороха и две пушки. В конце концов толпа была вытеснена из ратуши, но продолжала митинговать на площади. Женщины требуют идти на Версаль.
Появляется Станислас Майяр, один из героев взятия Бастилии, и становится во главе женщин. Около полудня толпа в семь или восемь тысяч человек, преимущественно женщины, двинулась по дороге на Версаль. Авангард составляли женщины, вооружённые ружьями или пистолетами, вилами или пиками, при двух пушках, а во главе всех обращали на себя внимание красотой, молодостью и своим пылом актриса Клер Лакомб, Пьеретта Шабри, Ренэ Одю, по прозванию «королевы рынка». Рядом с Майяром, в шляпе с трёхцветной кокардой, в яркой амазонке, с пистолетами, заткнутыми за пояс, шла Теруань де Мерикур, актриса, участница взятия Бастилии. Следом за женщинами шли под командой Юлена «победители Бастилии» и другие добровольцы. Ещё одна колонна в 3 или 4 тыс. человек, в большинстве женщины, пошла к Версалю по южной дороге, через Вожирар.
В это же время в Париже барабанные звуки сбора сливались с гулом набата; секции собирались, национальные гвардейцы стягивались в свои батальоны. На Гревской площади, переполненной народом, появились бывшие французские гвардейцы, зачисленные теперь в состав национальной гвардии. Напрасно командующий национальной гвардии Лафайет противился этому желанию, — ни его усилия, ни его популярность не могли восторжествовать над упорством толпы. В продолжение нескольких часов говорил он с ней и удерживал её. Наконец, выведенная из терпения таким промедлением и не слушая его более, она решила идти без него. Раз не удалось удержать её, Лафайет осознал, что теперь его обязанность следовать за ней, чтобы сдерживать её. Он добился от совета Коммуны разрешения и в 7 часов вечера дал сигнал к выступлению. Лафайет повёл в Версаль национальную гвардию Парижа, с пушками, численностью до 20 000 человек. Но Лафайет пошёл в Версаль не для того, чтобы поддержать народ, а с целью оградить короля от всяческих эксцессов.

## В Версале

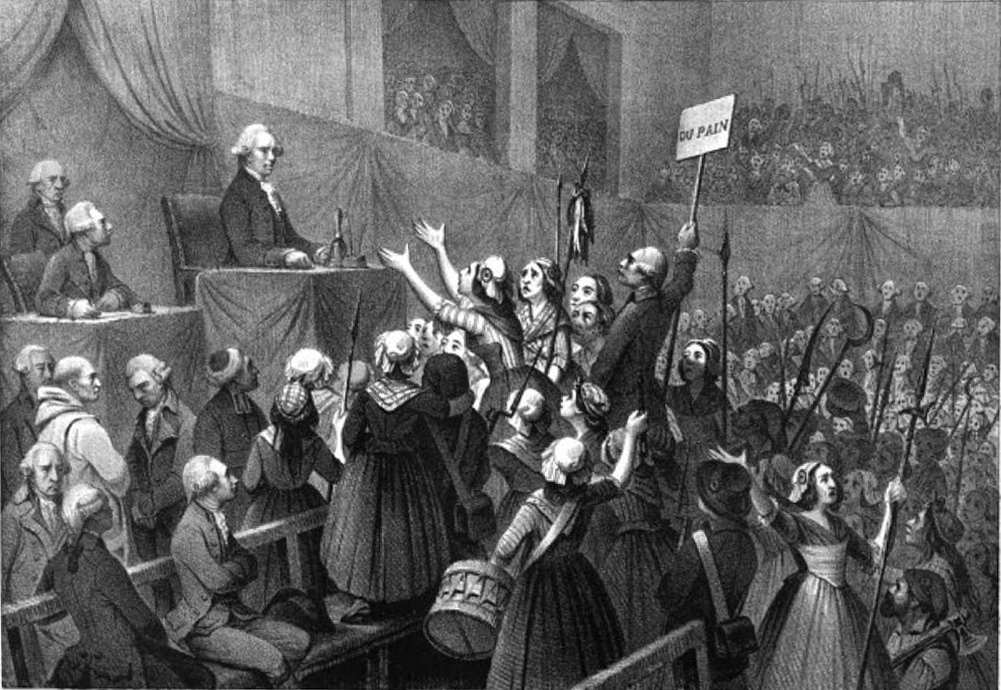
«Хлеба!» — парижанки в Национальном собрании

В пятом часу дня, промокшие под дождём и покрытые грязью, женщины вошли в Версаль с криками: «Да здравствует король!» Их встречали местные жители, крича: «Да здравствуют парижанки!» Женщины и «победители Бастилии» расположились вдоль ограды дворца. Королевские лейб-гвардейцы, выйдя из казарм на шум разрастающейся толпы, расположились в боевом порядке на Оружейной площади, перед дворцовой оградой, выходящей на Парижский проспект. Здесь уже стоял Фландрский полк, правым флангом примыкая ко дворцу, а левым выдвинувшись к проспекту Сен-Клу; а вскоре вслед затем на параллельной линии расположилась, в свою очередь, и версальская национальная гвардия, вытянувшаяся от дворцовой ограды до проспекта.
Депутация женщин пришла в Учредительное собрание, и её оратор Майяр сказал: «Мы пришли в Версаль, чтобы потребовать хлеба, а также, чтобы добиться наказания лейб-гвардейцев, нанёсших оскорбление патриотической кокарде». Собрание как раз в это время решило направить депутацию к королю, чтобы потребовать от него безотлагательного утверждения Декларации прав и других законов. Теперь этой депутации было поручено также требовать решительных мер для обеспечения столицы продовольствием. Около половины шестого депутация во главе с Мунье явилась во дворец. Её сопровождали двенадцать женщин. Одна из них, Пьеретта Шабри, 17-летняя работница из мастерской лепных изделий, изложила королю требования женщин: король ответил ей, что хлеб будет, расцеловал её и преподнёс бокал вина. Авторитет монархии был ещё настолько высок, что при появлении самого короля Пьеретта упала в обморок в его присутствии. Женщины ушли довольные, восклицая: «Да здравствует король! Завтра у нас будет хлеб!» Но Мунье пришлось ждать ответа короля почти до 11 часов вечера.
Широкая масса демонстрантов плохо верила обещаниям и не уходила из Версаля. Тысячи людей толпились вокруг дворца, когда к королю явилась депутация Национального собрания. И к 8 часам вечера король согласился безоговорочно одобрить Декларацию прав и соответствующие статьи Конституции. До исхода вечера в этот день в Версале произошли две кровопролитные схватки: первая ещё до принятия королём депутаций. Лейтенант королевской гвардии ударил саблей солдата, который вёл за собой женщин, требовавших доступа к королю. Чей-то выстрел ранил лейтенанта. Тогда лейб-гвардия набросилась на толпу с обнажёнными саблями. Вторая схватка произошла около 9 часов вечера. В задних рядах Фландрского полка, расположившегося на одной из версальских площадей, послышались выстрелы: это была перестрелка между версальской милицией и гвардейцами: аристократами, топтавшими трёхцветные кокарды на банкете 1 октября.

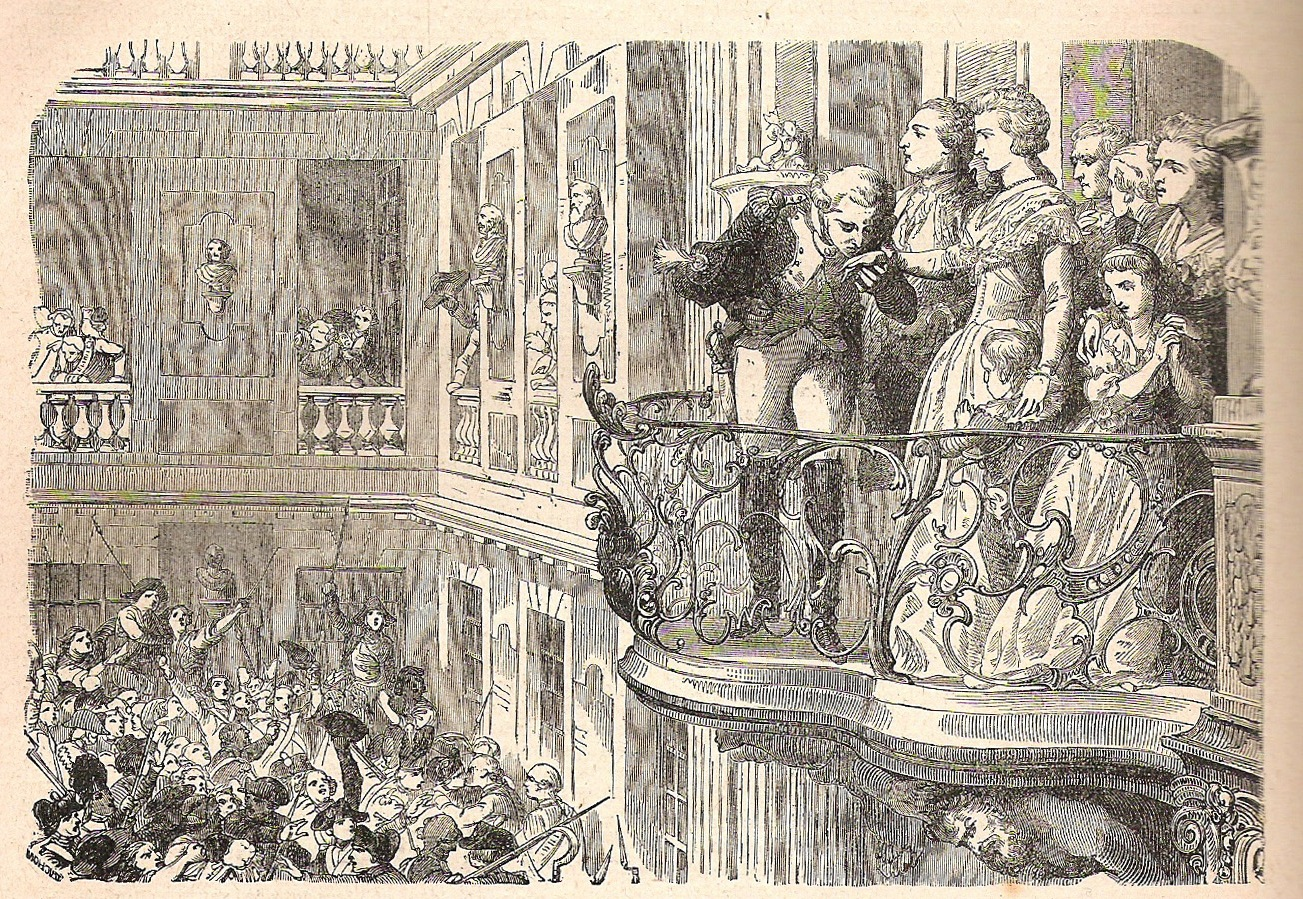
Лафайет с Марией-Антуанеттой на балконе Версальского дворца

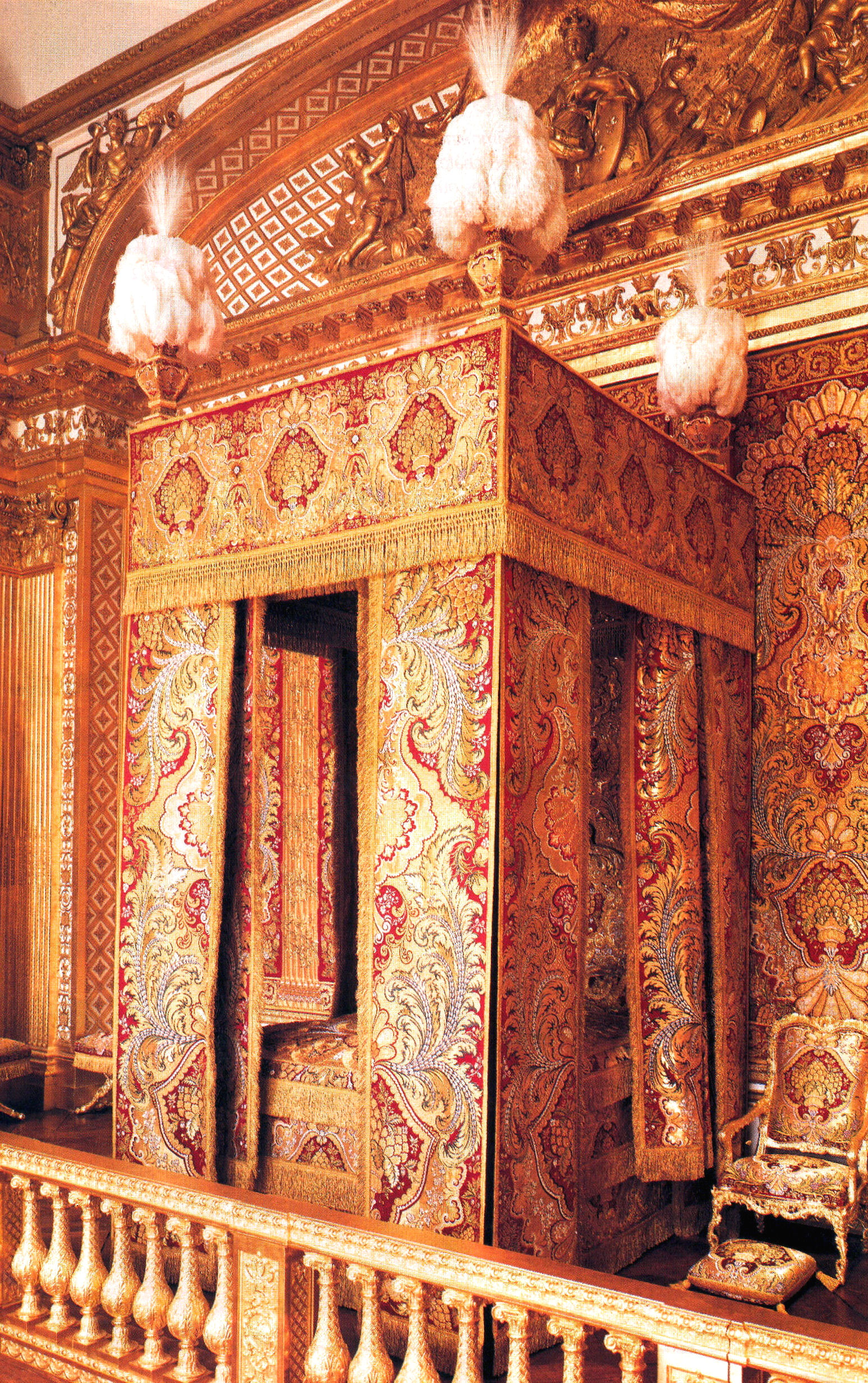
Королевская палата, послужившая убежищем

Король потерял присутствие духа. Около 11 часов вечера король и королева хотели было покинуть Версаль и бежать в Нормандию. Но национальная гвардия задержала кареты раньше, чем они были поданы ко дворцу. Бурно протекало вечернее заседание Национального собрания. Множество вооружённых граждан проникло в зал заседаний. Женщины кричали с галерей, смотря по содержанию речей, произносимых с трибуны: «Говори, депутат!» — «Замолчи, депутат!». Лафайет прибыл с парижской национальной гвардией к полуночи. Он явился к королю с предложением своих услуг и выражением своих сожалений, более или менее искренних. Внешние караулы во дворце были доверены парижским национальным гвардейцам, тогда как внутренние посты остались занятыми лейб-гвардией.
Король согласился признать Декларацию, Лафайет, командовавший огромным корпусом национальной гвардии, заявлял о своей преданности. Но рано утром 6 октября на улицах Версаля вновь начались стычки между народом, который провёл у костров всю ночь, и лейб-гвардейцами. Последние опять стреляли в народ, который отвечал тем же, а затем взял штурмом казарму лейб-гвардии. Нескольким лейб-гвардейцам отрубили головы и носили на пиках по улицам. Спасаясь от расправ, лейб-гвардейцы пытались укрыться во дворце, куда, преследуя их, ворвался и народ, потревожив сон королевской семьи. Королева, полураздетая, поспешила укрыться на половине короля. Поднятая Лафайетом Национальная гвардия вытеснила народ из королевских апартаментов, но толпа запрудила внутренний двор. По совету Лафайета король вышел на балкон вместе с королевой и дофином. Лафайету удалось вызвать в толпе рукоплескания в адрес королевы, когда она появилась по его настояниям на балконе вместе со своим сыном и Лафайет почтительно поцеловал ей руку. Народ встретил его криками: «Короля в Париж! Короля в Париж!». Король жестом показал, что он согласен. В ответ раздалось: «Да здравствует король! Да здравствует королева!».
Около половины первого дня 6 октября из Версаля в Париж направилась весьма примечательная процессия. Впереди шла Национальная гвардия, причём на штыках у гвардейцев было воткнуто по хлебу. Затем следовали женщины, одни восседая на пушках, другие в каретах, третьи пешком вместе с вооружёнными чем попало мужчинами из предместий. Далее тянулись захваченные в Версале повозки с мукой, наконец карета с королевской семьей. Замыкали шествие «победители Бастилии» и драгуны, а также толпы всякого народа. Женщины плясали и пели: «Мы уже не будем сидеть без хлеба! Мы везём пекаря, пекаршу и маленького пекарёнка!».

## Результат и последствия

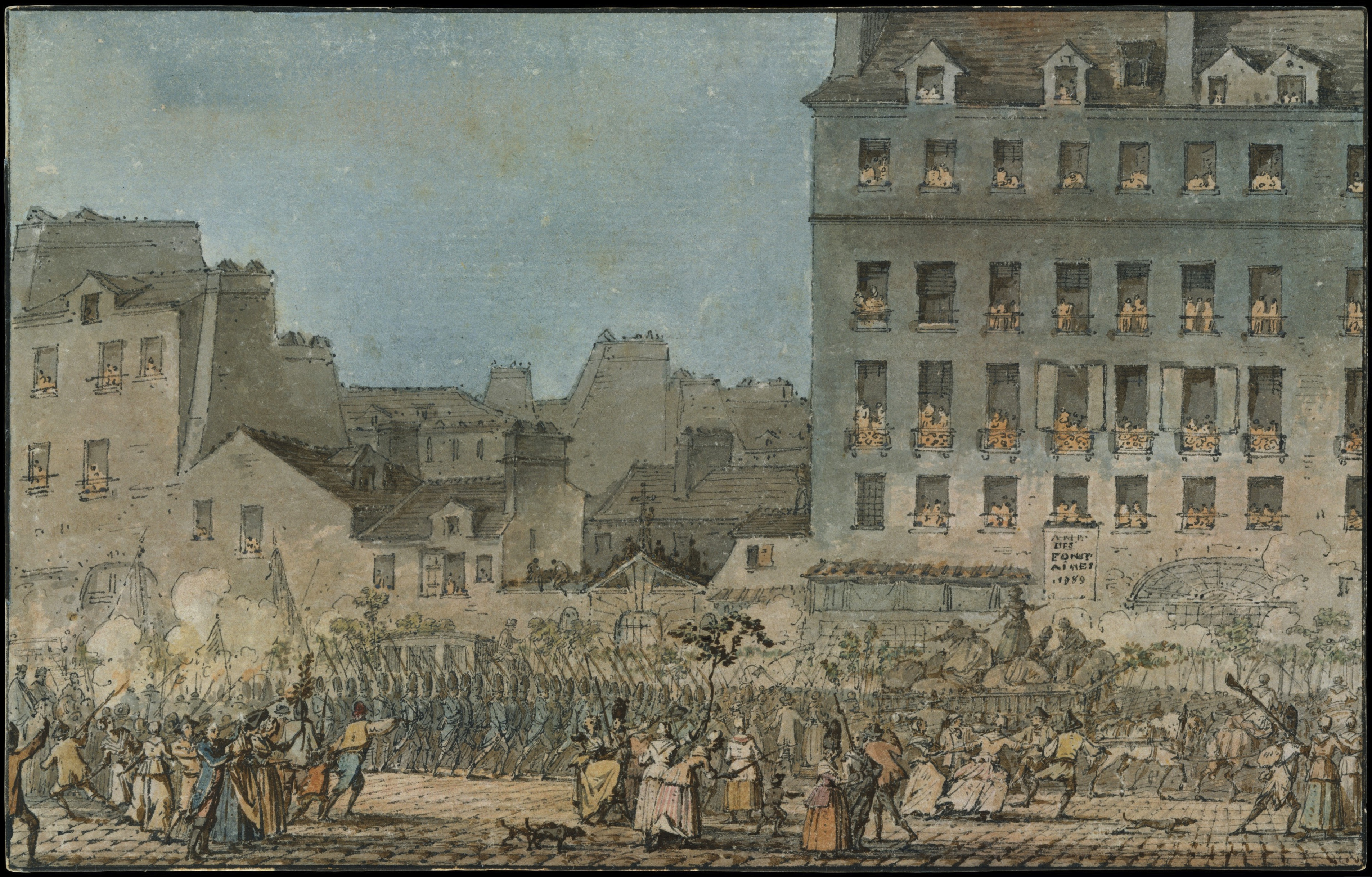
Королевская чета переезжает в Париж, 6 октября 1789

Многие депутаты «правой» сложили с себя свои полномочия в знак протеста против «насилий черни» над королём и покинули Париж. В частности, Мунье отказался от поста председателя Собрания и отправился в Дофине, чтобы поднять её против «тирании» Парижа. Но не найдя там поддержки, он вскоре эмигрировал. Примеру Мунье последовали многие его сторонники. Началась волна эмиграции, на этот раз из лиц, которые на первых порах содействовали революции. Мирабо и Лафайет резко поправели, особенно Мирабо, который вступил в тайные переговоры с двором и стал брать от него деньги. Стихийное выступление 5—6 октября, возникшее на почве продовольственных затруднений, имело далеко идущие политические последствия. Это выступление окончательно разрушило планы двора, направленные на разгон Национального собрания, а также заставило короля отказаться от политики саботажа решений собрания, которую он было избрал после 4—11 августа. Вопрос о власти, борьба за которую достигла своего кульминационного пункта в дни восстания в Париже 12—14 июля, был теперь окончательно решён в пользу Собрания.
События 5—6 октября явились как бы завершающим моментом начального этапа революции. Абсолютизм во Франции, сломленный уже в дни взятия Бастилии, был теперь окончательно побеждён. Путь для создания в стране режима конституционной буржуазной монархии был расчищен. Вместе с тем эти события создавали предпосылки для дальнейшего повышения роли народа в революции. С переездом в Париж и короля и Национального собрания, парижские санкюлоты получили возможность оказывать гораздо большее влияние на ход законодательства и управления, чем раньше. Если отныне король находился под неустанным наблюдением и контролем со стороны Собрания, то само Собрание оказалось под не менее бдительным надзором парижской народной массы. Вот почему либеральное большинство Собрания было не столько удовлетворено тем, что удалось сломить саботаж со стороны короля и упрочить положение и власть Собрания, сколько обеспокоено растущей опасностью слева.
В понимании Мирабо, цели революции были достигнуты; необходимо было только энергичное правительство, чтобы закрепить её завоевания. Но из-за попыток разгона Национального собрания в июле и октябре король оставался под подозрением. В течение последующих месяцев он провозгласил свою верность конституции. Тем не менее, сомнения сохранялись. Учредительное собрание подчинило исполнительную власть власти своих комитетов и фактически осуществляло диктатуру Собрания без диктаторской эффективности, так как министерства и их структурные составляющие сохраняли достаточный контроль, чтобы за кулисами противодействовать его влиянию. Вот почему Сийес, Мирабо и многие другие даже рассматривали вариант отречения короля от престола в пользу его сына, с заменой его регентом, который бы обеспечил уверенность нации. Но они потерпели неудачу, имея под рукой только Филиппа Орлеанского, дискредитированного и лишённого престижа и характера. Революция довела королевскую власть до бессилия, но до 1793 года у неё не было достаточно сильного правительства.